# Дмитришин-Часто Любов Юліанівна
Любов Юліанівна Дмитришин, у шлюбі Дмитришин-Часто (нар. 9 травня 1942, Крушельниця) — українська письменниця, журналістка, діячка української діаспори у США. Член Національної Спілки письменників України.

## Біографія
Народилася 9 травня 1942 року у селі Крушельниця на Бойківщині. 
Тут у 1943 році німці розстріляли її бабусю і двох рідних братів її батька — 18- і 20-річного, а по Другій світовій війні радянські каральні служби кілька сімей з її роду вивезли в Сибір.
Рід по батьківській лінії — знані в Бойківщині майстри-ковалі. Її батько Юліан Миколайович самотужки збудував над селом в горах першу сільську електростанцію. Мати Параска Іванівна була з шляхетського роду Крушельницьких. Сільський краєзнавець Іван Данів дослідив рід Крушельницьких до 16 ст. і довів спільний корінь тернопільських братів Крушельницьких, Соломії Крушельницької, ще багатьох знатних вихідців села. 
Хату, в якій народилася, Любов Дмитришин старанно відновила, зберігши батьківську кузню, материн ткацький верстат, на якому не лише в дитинстві, але й після одруження ткала різні декоративні килимки-гобелени. 
Закінчила факультет журналістики Львівського університету (1969), працювала в газеті «Закарпатська правда» в Ужгороді. 
У 1990 році переїхала до США, оселилася в Нью-Йорку. 
Журналістську працю до виходу на пенсію продовжила в газеті «Національна трибуна». Редагувала журнал «Веселка» (1993—1995).
У шлюбі з журналістом Петром Часто.

## Творчість
Авторка книг «Літ осіннє відлуння» (1981), «Родина» (1986), «Ця важка дорога» (1990), «Українська мати» (1995), «Сповідь» (1996), «Вакації з бабунею» (1997),  «Горить моє серце» (2006), «І нема винних» (2017), «Лавина» (2021), «Весняний дощ» (2022), роман «Загублені у світах» (2019; 2023).
Її перу належить збірка поезій "...Крізь сльози" (2024).